# 半田宏
半田 宏（はんだ ひろし、1946年10月22日 - ）は、日本の医師、研究者。東京工業大学名誉教授。東京工業大学教授、国立遺伝学研究所客員教授、慶應義塾大学客員教授、東京医科歯科大学客員教授、東京農業大学非常勤講師、産業技術総合研究所の客員研究員、信州大学特任教授、東京医科大学特任教授等を歴任。

## 人物・功績
「サイエンスは個性とプライド」、「優れた基礎研究は必ず応用に結び付く」を研究教育モットーとして、「個性的な発想、初心、失敗を恐れず何事にも前向き、ブレずにやり抜く」を念頭に置き、異分野融合研究を実践。
特定タンパク質を捕まえるアフィニティナノビーズ（SG/FGビーズ）を作製し、ケミカルバイオロジーに応用。真核生物の転写伸長阻害剤5,6-Dichloro-1-beta-D-ribofuranosylbenzimidazole (DRB)の作用機構を明らかにし、RNAポリメラーゼIIのpromoter-proximal pausingの誘発因子としてDRB Sensitivity Inducing Factor (DSIF)とnegative elongation factor (NELF)を発見。また、サリドマイドによる胎芽症や抗がん作用の標的としてE3ユビキチンリガーゼの基質受容体であるセレブロン (Cereblon; CRBN)を発見し、創薬科学に貢献している。

## 略歴
- 1972年   慶應義塾大学医学部卒業
- 1976年   慶應義塾大学大学院医学研究科博士課程修了
- 1977年   米国国立衛生研究所(NIH)留学(1年間)
- 1978年   マサチュセッツ工科大学(MIT)留学(2年間)
- 1980年   東京大学医科学研究所助手
- 1982年   MIT客員研究員(4年間兼務)
- 1984年　東京大学医科学研究所/医学部助教授
- 1990年　ヒューマンフロンティアサイエンスプログラム(HFSP)グラント採択
- 1991年　東京工業大学生命理工学部教授
- 1992年　東京工業大学大学院生命理工学研究科教授
- 1998年　東京工業大学フロンティア創造共同研究センター教授
- 1998年　経済産業省大学主導型産官学連携プロジェクトリーダー
- 2002年   文部科学省21世紀COEプログラム拠点リーダー(5年間)
- 2003年   経済産業省フォ－カス２１プロジェクトリーダー(3年間)
- 2005年   東京工業大学バイオフロンティアセンター/センター長
- 2007年   東京工業大学統合研究院教授
- 2007年   文部科学省科学技術振興調整費(スーパーCOE)プロジェクトリーダー
- 2007年   東京工業大学グローバルCOEプログラム事業推進担当者
- 2009年   NEDO/ナノテク先端部材実用化研究開発プロジェクトリーダー
- 2009年   JST/Ａ－ＳＴＥＰ評価委員長
- 2012年　東京工業大学名誉教授
- 2012年   東京工業大学大学院生命理工学研究科(国際産学連携講座)特任教授
- 2014年　東京医科大学ナノ粒子先端医学応用講座(国際産学連携講座)特任教授
- 2019年　東京医科大学ケミカルバイオロジー講座特任教授(国際産学連携講座)(継続)

## 受賞歴
- 1991年　北里賞
- 1992年　手島記念研究賞研究論文賞
- 1999年　矢崎学術賞功績賞
- 2002年   手島記念研究賞発明賞
- 2005年   文部科学大臣表彰科学技術賞(研究部門)
- 2010年　日刊工業新聞第5回モノづくり連携大賞
- 2011年　手島記念研究賞研究論文賞
- 2017年　島津賞